# Sant Fost de Campsentelles
Sant Fost de Campsentelles és un municipi situat a l'extrem sud de la comarca del Vallès Oriental, a la província de Barcelona, a Catalunya. Forma part de la Mancomunitat del Galzeran, juntament amb altres pobles de la zona.

## Geografia
- Llista de topònims de Sant Fost de Campsentelles (Orografia: muntanyes, serres, collades, indrets..; hidrografia: rius, fonts...; edificis: cases, masies, esglésies, etc).

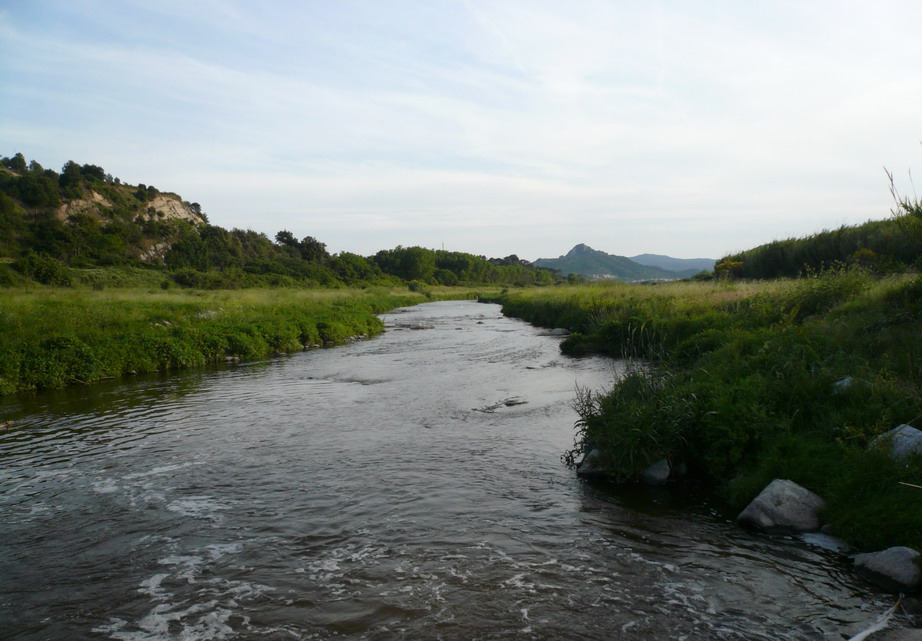
Riu Besòs entre Sant Fost i La Llagosta

És un terme muntanyós, corresponent al vessant vallesà de la serralada litoral, excepte una zona plana a prop del riu Besòs. Hi abunden els boscos, els més importants dels quals són els de la Conreria, la Nau i el bosc Gran d'en Torrents. Gran part dels paratges naturals s'han vist malmesos per les urbanitzacions com la Colònia Bosc de Montalegre "la Conreria", el Mas Llombard i el Mas Corts. A més, també des de fa uns anys s'hi han d'afegir les pedreres de Can Donadéu, Can Rovira i Ca n'Aureli. El municipi es troba al límit entre el Vallès Oriental i el Maresme. Limita al nord amb els municipis de Mollet del Vallès, Martorelles i Santa Maria de Martorelles, a l'oest amb La Llagosta i amb Montcada i Reixac (Vallès Occidental), i al sud amb Badalona (Barcelonés) i Tiana (Maresme).

## Topònim
El topònim està documentat al segle x com campo Senteges. En els fogatges dels segles xv i xvi s'anomenava Sant Fost. En els primers censos del segle xix es va registrar San Fausto, després Sant Fost de Campcentellas i finalment San Fausto de Campcentellas. El 1937 es va canviar a Alba del Vallès, recuperant el franquisme el nom castellanitzat no canviat fins a la dècada del 1980. El topònim podria provenir del llatí campus scintilas, «camp de les centelles» d'on vindria la variant Campcentelles, o més probablement de Sentega derivat de sentes, «esbarzers».

## Història

### Prehistòria i Edat Antiga

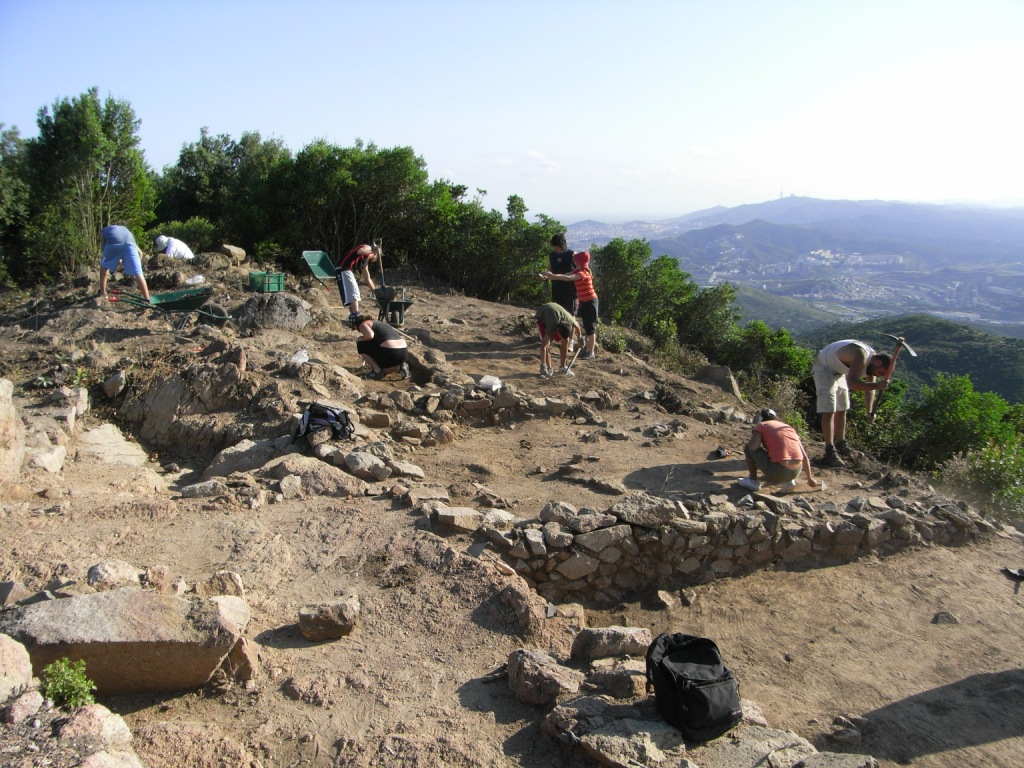
Poblat ibèric de les Maleses

Les restes arqueològiques més antigues de Sant Fost, pedres de sílex treballades per Homo sapiens o neandertals, daten de més de 15.000 anys trobades a prop de Can Torras. Entre els segles IX i VII a.C. es va fundar el poblat de les Maleses, un poblat ibèric al turó de Pi Candeler que podria haver arribat a tenir 300 habitants ibers i finalment va ser destruït pels romans.
Els romans van deixar petjada al poble amb el fortí iberoromà del turó de Penjabocs, amb una funció defensiva que protegia als vianants que anaven de Baetulo (Badalona) a Aquae Calidae (Caldes de Montbui). A més van crear les "villae", explotacions agrícoles amb el predomini de la vinya; els vins produïts es portaven a Badalona i d'allà als comerciants de Roma.

### Edat Medieval
La primera data documental que es té de la població és de 967, es tracta d'una donació de terres ubicades en aquesta població que va fer un particular al monestir de Sant Cugat. Més tard, el 978, Seniol va donar al seu fillol Guillem o Grifre la parròquia de Campsentelles, la qual apareix sota l'advocació de Sant Fost el 1001, però probablement va ser una església particular encara més anys, perquè el 1058 encara apareix Ramon Guillem, que en el seu testament deixa al seu fill Albert tant l'església com els seus delmes i primícies, així com tot el que posseïa a la vila. El 1141 va ser consagrada pel bisbe Arnau Ermengol de Barcelona. Al segle xiii Sant Fost va passar a ser propietat de la catedral de Barcelona, si bé el 1256, el bisbe Arnau de Gurb, va cedir l'església parroquial a la priora i a les monges que seguien la regla de sant Agustí a la Conreria de Montalegre. Aquesta comunitat monàstica es va traslladar a Barcelona el 1362, però en aquell moment segurament encara tenien drets sobre Sant Fost, perquè el 1368 van renunciar per deu anys a 40 sous de les 6 lliures que rebien anualment de la parròquia, amb la condició que el rector celebrés setmanalment una missa a la capella de Santa Maria de Montalegre, on antigament vivien aquestes monges. El 1343 la baixa jurisdicció va passar a Berenguer de Sant Vicenç, senyor de la casa de Cabanyes, gràcies a una compra realitza pel rei. Des de 1434, la seva jurisdicció feudal, la de Sant Fost, la de Cabanyes i les de Martorelles i Santa Perpètua, van passar a ser de la Cartoixa de Montalegre, que va adquirir la baronia de Mogoda a la Pia Almoina.
Al segle X es va construir el castell de Cabanyes i durant l'edat mitjana tenen origen les següents masies santfostenques: can Canyelles, can Lladó, mas Llombart, can Ribalta, can Romagosa, can Teyà, can Donadéu, can Rovira, can Torras i can Torrens Vell.

### Edat Moderna[5]

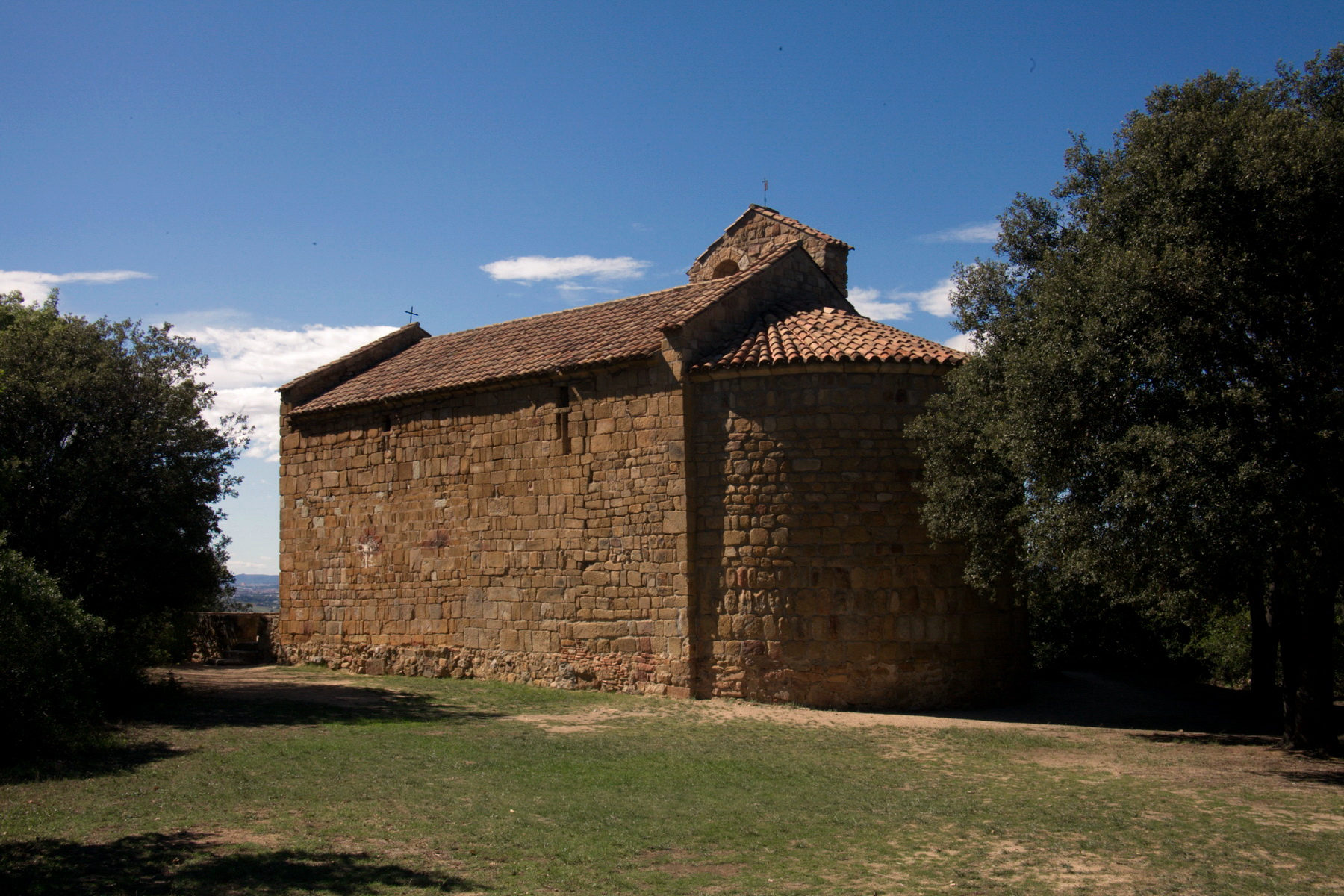
Ermita de Cabanyes

El 1504, les parròquies de Sant Cebrià de Cabanyes i la de Sant Fost es varen unir. La vila no es va incorporar al patrimoni reial fins al 1568, després que els habitants de les quatre parròquies paguessin als cartoixans un rescat de 3.041 lliures de Barcelona. No obstant això, el monestir no va fer gaire cas a les prerrogatives reials i el 1585, Felip II va ratificar novament la lluïció dels seus habitants.
A finals del segle xvi o principis del XVII es construí el Pou del Glaç, una torre de 15 metres de fondària i una gran cúpula de 40 metres de perímetre. El pou, propietat de la Cartoixa de Montalegre, servia per extreure l'aigua gelada i portar-la amb carruatges normalment a Barcelona.
Cap al segle xvi Sant Fost i Cabanyes tindrien uns 80 o 90 habitants amb l'arribada d'alguns immigrants francesos. Hi havia una economia agrícola medieval durant l'època, amb conreus de cereals i arbres fruiters i algunes vinyes. Ja al segle xviii la vinya es difongué molt i entraren conreus nous provinents d'Amèrica juntament amb la utilització d'innovacions tecnològiques. Les masies eren autosuficients i no hi havia molt comerç al poble, a part dels intercanvis dels pagesos amb la Cartoixa.
En el context de la Guerra dels Segadors a Catalunya, les tropes castellanes que hi havia a la zona de Sant Fost també van perpetrar abusos, com el robatori de la sis lliures de la sagristia de Cabanyes el 1652. A més, un capità i dos soldats castellans havien estat assassinats a una casa de St. Fost.

### Edat Contemporània[5]
Durant la Guerra del Francès, el poble de Sant Fost i les seves muntanyes van servir de refugi i d'escenari bèl·lic. Una columna de l'exèrcit francès va assaltar un campament de "miquelets" (milícia catalana semblant al sometent) a St. Geroni de la Murtra; aquests van fugir per les muntanyes de Sant Fost fins a la Cartoixa de Montalegre, on 200 van ser fets presoners dels francesos. Tropes santfostenques van participar en la Junta de Defensa del Vallès i el 25 de novembre de 1810 els soldats francesos van saquejar l'església del poble i van cremar gran part del seu arxiu.
Ja amb les Guerres Carlines, hi va haver un incident a St. Fost i Martorelles. Una partida carlina va ser envoltada i els seus membres detinguts a la Font de les Monges per part d'un grup format per la Guàrdia Civil, carabiners de l'Exèrcit i voluntaris, els traslladaren però es van deturar a Can Gaig i allà els van afusellar.

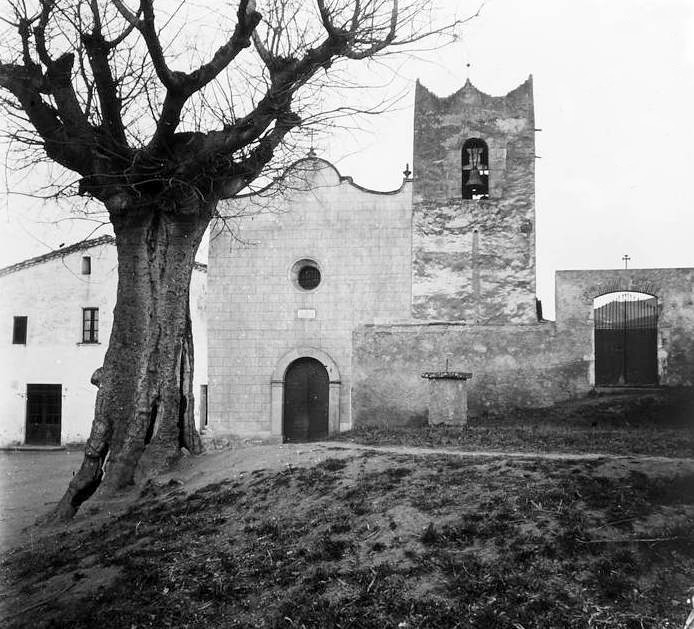
Església antiga de Sant Fost de Campsentelles. Josep Salvany i Blanch (1915)

Amb l'entrada del segle xx, el 1922 l'Ajuntament de l'Alcalde-President Josep Torrens va demanar que es fes un referèndum sobre una hipotètica retirada parcial de l'Exèrcit espanyol de la Guerra del Marroc. Amb el cop d'Estat de Primo de Rivera es va cessar a l'Alcalde-President anterior i el comandant de la Guàrdia Civil de Mollet imposà una nova votació guanyada per Joan Mas.
A les eleccions municipals del 12 d'abril de 1931 guanyà la llista de Jaume Torrents i Murgarella i s'inicià el període de l'ajuntament republicà. Inclús, el 14 d'abril uns homes i joves amb la bandera republicana van anar a l'Ajuntament del carrer de Sant Joan i hi arrencaren i destrossaren el retrat del rei Alfons XIII. El 26 d'agost de 1933 es va inaugurar el nou edifici de l'Ajuntament, alhora una escola, amb la presència d'autoritats com la del president de la Generalitat Francesc Macià. Amb la proclamació de l'Estat Català dins de la República Federal Espanyola per part del president Companys, l'Ajuntament de Sant Fost s'hi va adherir i la Comandància Militar de Granollers va destituir al Govern local santfostenc en el marc de la repressió dels Fets d'Octubre.
Amb l'esclat de la Guerra Civil, el govern de l'alcalde Enric Torrents i Murgarella d'ERC va crear un Comitè Local format per afectes al Front Popular d'Esquerres. A Sant Fost també hi va haver actes revolucionaris per part de grups anarquistes; concretament un mossèn que substituïa al titular, es va refugiar els primers dies de guerra a les masies de Sant Fost, més tard va marxar a Barcelona on el van capturar i empresonar durant un any a la Model, a una txeca i al vapor Uruguai fins al seu alliberament. El 21 de juliol un grup de la FAI de Santa Coloma de Gramenet va saquejar i cremar l'església parroquial de Sant Fost juntamnet amb els seus objectes. El 30 d'agost, una assemblea de veïns del aleshores barri de La Llagosta va acordar segregar-se de Sant Fost i mesos més tard l'Ajuntament santfostenc ho accepta. El mossèn titular, Salvador Pibernat, era a Badalona, on va ser detingut i traslladat a Sant Fost, però va ser assassinat la nit del 6 al 7 d'octubre de 1936 a un revolt de la carretera més enllà de Mas Corts. Així mateix, als boscos es van trobar cadàvers dels assassinats a la rereguarda: sis membres de la Junta del Port de Barcelona i un diputat de la Lliga. Durant la Guerra Civil l'Ajuntament estava format per integrants d'ERC, de la CNT, de la Unió de Rabassaires i del PSUC més endavant, amb la forta presència al carrer d'un grup de "Juventudes Libertarias". Aquest govern local del rebatejat municipi amb el nom laic Alba del Vallès (7 de gener de 1937) va controlar fortament l'economia del poble, expropiant finques, automòbils i es supervisaven molt les entrades i sortides de productes del municipi. A Mas Corts es va construir una escola de tècnics de transmissions d'aviació de l'Exèrcit Popular. Es calcula que Sant Fost va aportar d'entre unes desenes i un centenar de soldats a les files republicanes. Només es va bombardejar el poble un cop el gener de 1938 quan l'aviació italiana tornava de bombardejar Mollet; caigueren bombes darrere de la Casa de la Vila i a la zona de Can Bochs.
El 1941 es construí la nova església del poble però la façana no es va acabar fins al 1978. Finalment, La Llagosta es va independitzar efectivament el 1945. A les dècades dels 70 i 80 es va urbanitzar l'actual Sant Fost residencial, va créixer molt demogràficament i determinades zones prop del Besòs es van industrialitzar.

## Festa Major
La Festa Major d'estiu de Sant Fost se celebra durant la segona meitat del mes de juliol. La celebració es divideix en dos caps de setmana per tal d'acollir l'oferta d'activitats de les entitats i facilitar l'assistència i participació en tots els actes. El pregó marca l'inici de la Festa Major Es realitzen activitats per a totes les edats: espectacles infantils, cinema i ràdio a la fresca, gimcana infantil i pintada del C/ Sant Isidre; A més de concursos de PlayStation, de pastissos i competicions esportives. Altres esdeveniments destacats dins de la festa inclouen: corretasques, correfoc, focs artificials, balls i un concurs de paelles.
Durant el transcurs d'aquesta celebració popular, les colles del poble i altres entitats hi participen activament, juntament amb la resta d'habitants de la vil·la o de la comarca que s'hi vulguin sumar. L'organització de la festa està a càrrec de la Comissió Festa Major, de l'Ajuntament de Sant Fost de Campsentelles i de les Colles.
La Festa del Patró de Sant Fost se celebra al dia 13 d'octubre, en honor del patró del poble, Faust de Còrdova.

## Transport

### Autobús

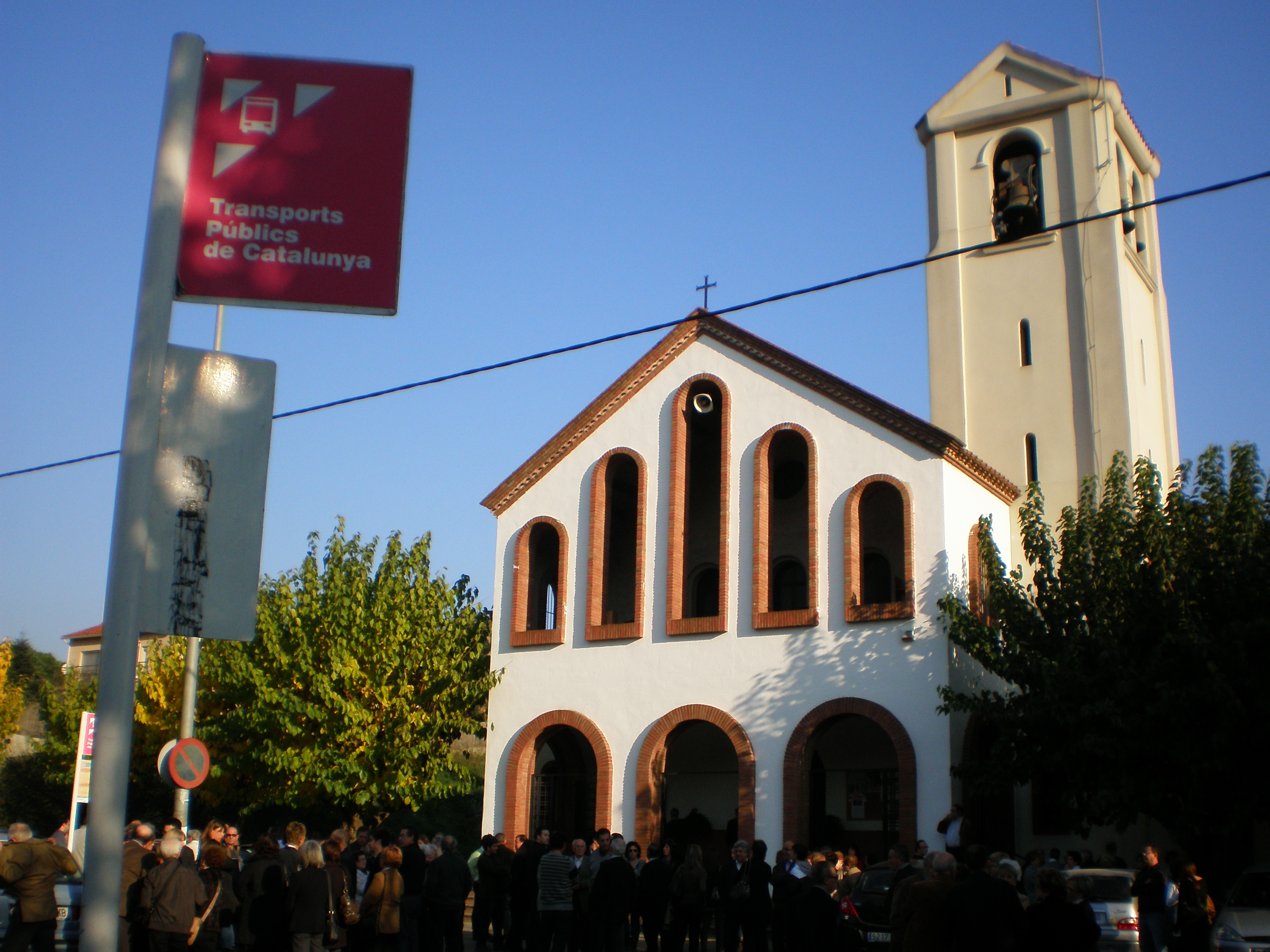
Parada de l'Albus, al costat de l'església del poble

Hi ha diverses línies d'autobús que recorren el poble, i que serveixen tant per a anar a altres municipis com per moure's dins de Sant Fost. El bitllet senzill, la T-10 social i la T-10 municipal són vàlides per a pujar a l'Albus, el servei de bus urbà de Sant Fost, i es poden adquirir a l'Oficina d'Atenció Ciutadana de l'Ajuntament. També es poden utilitzar tots els títols integrats que ofereix l'ATM, tant pel bus urbà, com per les altres línies que passen pel municipi. Totes les línies d'autobús (389, 360, 361, 355 i 356) estan operades per Sagalés.
L'autobús urbà Albus realitza el servei de transport de Sant Fost a Mollet, tots els dies laborables (excepte agost). La seva freqüència de pas oscil·la entre els 40 i 60 minuts. També existeixen altres línies d'autobús interurbanes que connecten Sant Fost amb municipis com Sabadell, Granollers o Badalona, tots els dies de la setmana.

### Tren

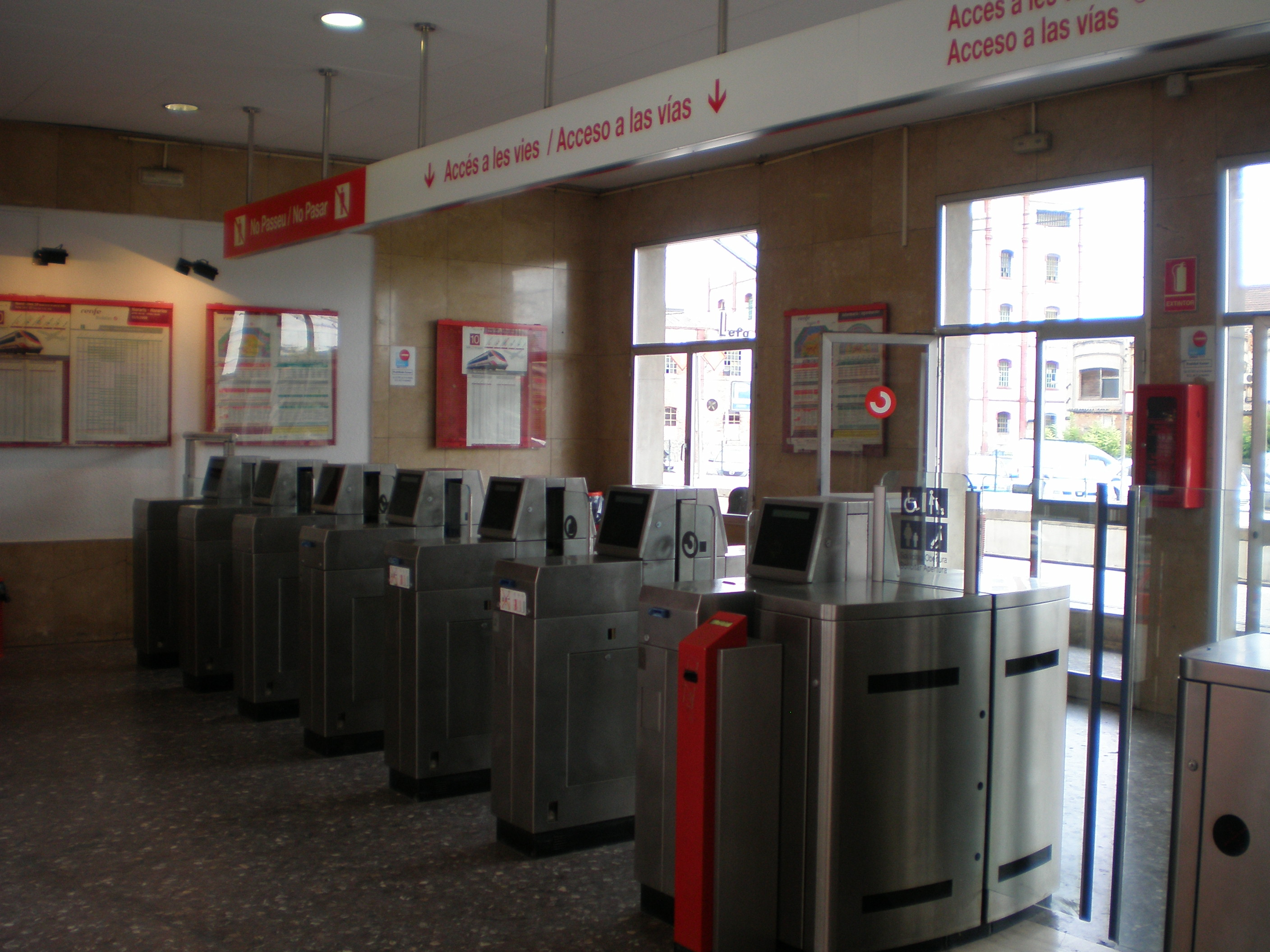
Estació de Mollet- Sant Fost

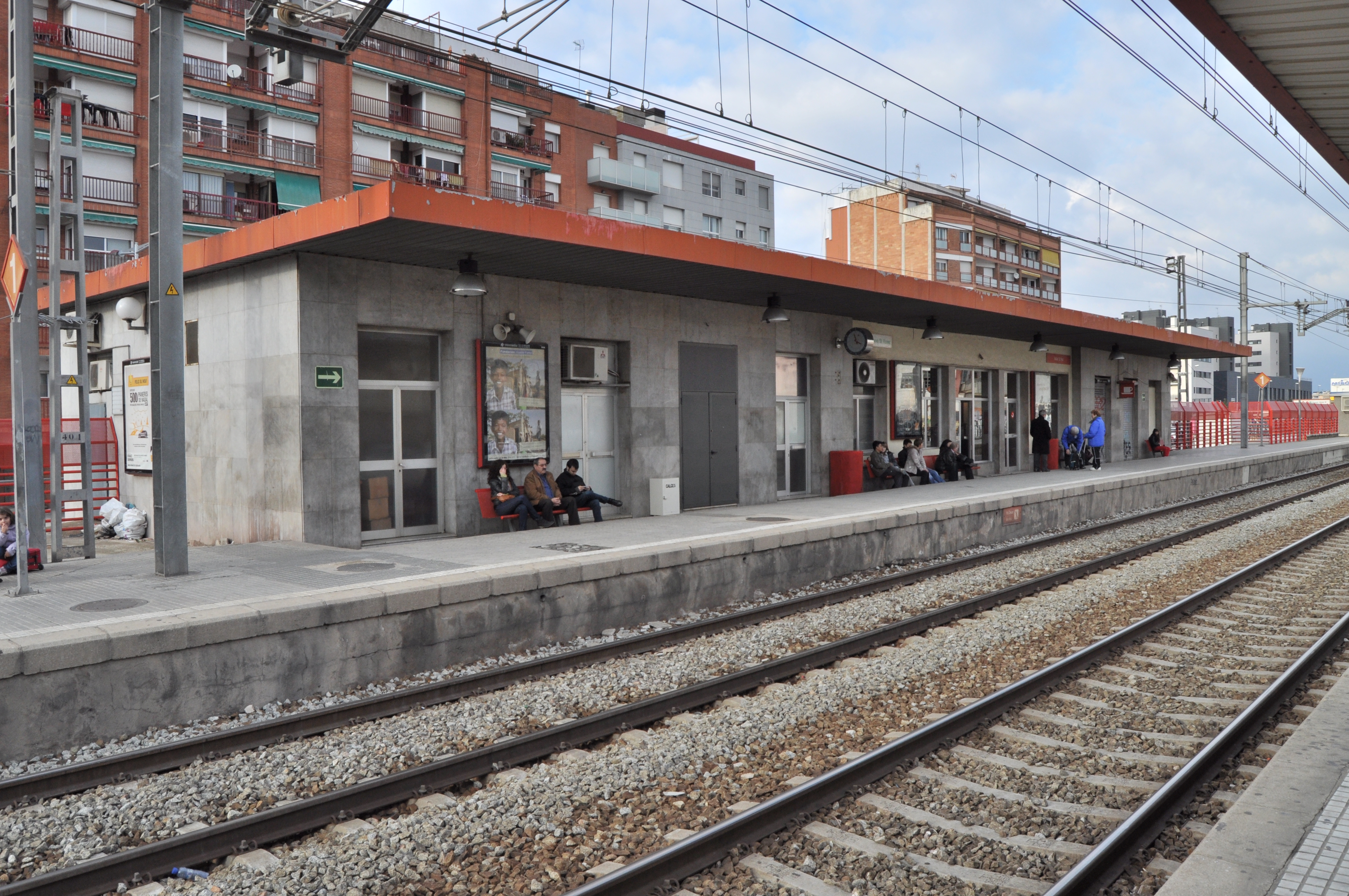
Estació de tren Mollet-Sant Fost

L'estació de tren de rodalia més propera és Mollet- Sant Fost, la qual es troba a pocs minuts caminant des de Martorelles o Sant Fost de Campsentelles. Tot i que l'estació pertany al terme municipal de Mollet del Vallès, ha adoptat el nom de Mollet- Sant Fost, degut a la proximitat amb el municipi sanfostenc i per diferenciar-la de l'estació Mollet-Santa Rosa.
Per aquesta estació hi circulen dues línies (la R2, la R2 Nord i la R8), que permeten la connexió de Mollet i Sant Fost amb l'aeroport del Prat, Granollers, Barcelona, la Universitat Autònoma de Barcelona, Martorell, Sant Celoni i Castelldefels entre d'altres.

### Carretera
- Carretera B-500. La carretera de la Conreria, que comunica Mollet amb Badalona, creua de dalt a baix el municipi de Sant Fost de Campsentelles amb el nom de carretera de Badalona.
- Carretera BV-5001. Carretera de la Roca, passa pel barri santfostenc de Can Coromines. Uneix la Roca del Vallès amb Santa Coloma de Gramenet, passant per Martorelles, Montornès del Vallès, Sant Fost i Montcada.

#### Problemàtica amb la carretera B-500
Es tracta d'una travessera que connecta Mollet del Vallès amb Badalona a través de la serralada de la Conreria i funciona com a eix de la població de Sant Fost.
El problema rau en el fet que per una carretera urbana passen més de 360.000 vehicles al mes i els partidaris de desviar-la argumenten que causa molèsties com el soroll o la contaminació. A més, diuen que aquesta carretera és perillosa pels vianants del poble i pels mateixos vehicles que hi circulen. Com a resposta a aquest problema, el partit de govern IUSF i el propi Ajuntament reclamen que es desviï la carretera B-500 i que l'actual traçat fos un carrer urbà on només passessin habitants del poble. El nou desviament no s'ha proposat en concreció, però el més probable és que hagi de passar pels boscos de la serralada de Marina i segurament fer un túnel per salvar les muntanyes per anar de Mollet del Vallès a Badalona.
L'Ajuntament fa uns anys ja va comunicar aquesta demanda a la Generalitat i la Direcció General de Carreteres va assegurar que ho estudiaria. Al 2010 la conselleria de Política Territorial i Obres Públiques va presentar el pla estudiat pel nou corredor, l'Eix de la Conreria, que constaria de una carretera de Sta. Perpètua de Mogoda a Badalona i s'hauria de construir una carretera de quatre carrils amb un pont per travessar el riu Besòs, travessaria els boscos propers a Sant Fost i es faria un túnel sota la serralada de Marina per minimitzar l'impacte mediambiental.
Tot i això avui dia encara no s'ha començat cap construcció i l'Ajuntament de Sant Fost segueix reclamant la desviació. Però molts ciutadans i diverses forces polítiques veuen aquesta reivindicació com una eina política electoralista sense haver-hi una necessitat real.

## Serveis, entitats i mitjans de comunicació
Ràdio Sant Fost és l'emissora municipal de Sant Fost. Va néixer el 15 de febrer de 1982, en el moment d'eclosió de les ràdios locals, i es va mantenir en FM fins al 1992. L'any 2011 un grup d'exmembres de la ràdio van decidir fundar l'Associació Cultural Amics de Ràdio Sant Fost i van començar a reunir-se amb el Consistori. D'aquestes trobades va sorgir un projecte de ràdio per internet que es va fer oficial a l'11 de setembre de 2012, amb la proposta de poder aconseguir en un futur no gaire llunyà les emissions en FM. Un equip de més de 60 persones treballen dia a dia, de forma voluntària, per oferir al municipi i al ciberespai una varietat d'espais radiofònics sobre l'actualitat municipal. 

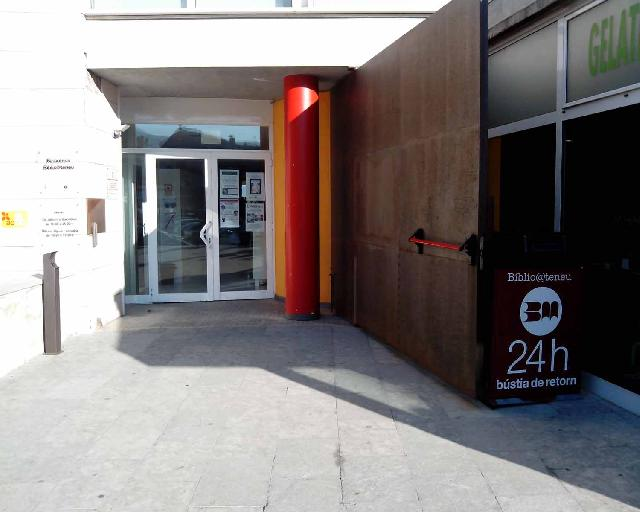
Biblio@teneu municipal de Sant Fost

A més, des de 2012, l'emissora participa en els esdeveniments rellevants del municipi, com poden ser la cavalcada de Reis, Carnestoltes, Sant Jordi, la Fira d'Artesans, la Fira de Comerciants, el mercat solidari de segona mà, etc.
L'alba és un butlletí de l'Ajuntament d'informació mensual que inclou notícies i agenda. Es distribueix per totes les llars del poble, i té com a finalitat mantenir als sanfostencs informats de l'actualitat i de les activitats que es duen a terme al municipi.
Serveis. A Sant Fost podem trobar a part de la Casa de la Vila: una oficina de Correus, la seu de Policia Local i Protecció Civil, un Centre d'Atenció Primària (CAP), el Centre Esportiu Municipal de Can Lladó, els Pavellons 1 i 2, un camp de futbol, dues escoles (Joaquim Abril i El Roure), un institut (Alba del Vallès), una escola bressol (El Petit Roure), l'espai jove la Llera, la Casa Bastinos de diferents usos, el cementiri municipal i l'Ateneu amb Biblioteca, Sala d'exposicions i Auditori.
Entitats. També hi ha diverses entitats, com el Grup Teatre Segle XX que tradicionalment representa Els Pastorets per Nadal, l'associació del Pessebre Vivent de St. Fost (el més antic del Vallès Oriental) o l'Escola de Música de Sant Fost.
Esports. D'esports hi ha clubs santfostencs de bàsquet, futbol, handbol, futbol sala, patinatge, frontó i triatló.

## Economia i demografia
Sant Fost té un caràcter residencial i molts habitants treballen fora del municipi. Al costat del riu Besòs hi ha el polígon industrial de Can Calet i el de Can Baliarda, dominats per empreses dels sectors del paper i el cartró, metal·lúrgic, plàstics i químic. El mercat setmanal és tots els divendres.
| Entitat de població        | Habitants |
| -------------------------- | --------- |
| La Conreria                | 549       |
| Mas Corts                  | 315       |
| Mas Llombard               | 902       |
| Sant Fost de Campsentelles | 6.898     |
| Dades: 2017; font: Idescat |           |

| 1497 f | 1515 f | 1553 f | 1717 | 1787 | 1857 | 1877 | 1887 | 1900 | 1910 |
| ------ | ------ | ------ | ---- | ---- | ---- | ---- | ---- | ---- | ---- |
| 16     | 19     | 18     | 141  | -    | 350  | 445  | 469  | 591  | 676  |

| 1920 | 1930  | 1940  | 1950 | 1960  | 1970  | 1981  | 1990  | 1992  | 1994  |
| ---- | ----- | ----- | ---- | ----- | ----- | ----- | ----- | ----- | ----- |
| 788  | 1.305 | 1.520 | 897  | 1.524 | 2.093 | 2.960 | 4.703 | 5.103 | 5.103 |

| 1996  | 1998  | 2000  | 2002  | 2004  | 2006  | 2008  | 2010  | 2012  | 2014  |
| ----- | ----- | ----- | ----- | ----- | ----- | ----- | ----- | ----- | ----- |
| 5.711 | 5.854 | 6.312 | 6.713 | 7.039 | 7.409 | 7.939 | 8.292 | 8.441 | 8.666 |

| 2016  | 2018  | 2020  | 2022  | 2024  | 2026 | 2028 | 2030 | 2032 | 2034 |
| ----- | ----- | ----- | ----- | ----- | ---- | ---- | ---- | ---- | ---- |
| 8.650 | 8.722 | 8.853 | 9.064 | 9.227 | -    | -    | -    | -    | -    |

El 1504 incorpora Cabanyes i el 1944 es desagrega La Llagosta.

## Administració

### Llista d'alcaldes de Sant Fost
Llista d'alcaldes des de les eleccions democràtiques del 1979.

### Govern local
El Govern actual té fins a tres tinents d'Alcalde i totes les regidories estan ocupades per membres d'... i són les següents:
- Regidoria de Medi Ambient i Sostenibilitat, Feminisme i LGTBiQ+, Transparència i Turisme (M. J. Sánchez - no adscrita)
- Regidoria de Serveis Socials, Habitatge, Gent Gran, Benestar Animal i Participació Ciutadana (A. Bastida - SFECP)
- Regidoria d'Educació, Joventut, Treball i Comerç (P. Orta - ERC.JxSF)
- Regidoria de Promoció Econòmica, Via Pública, Urbanisme i Mobilitat (F. J. Rebollo - ERC-JxSF)
- Regidoria de Cultura, Esports, Salut i Cooperació (M. C. Argente - ERC-JxSF)
- Regidoria de Seguretat Ciutadana, Tecnologies de la Informació i Comunicació i Recursos Humans (X. Conesa - ERC-JxSF)

A més, l'Alcaldia s'ocupa de les regidories d'Hisenda i de Comunicació.
Els tècnics municipals són el secretari, la interventora, la tresorera i la responsable de comunicació.

### Organismes externs dels que l'Ajuntament forma part
- Consorci Besòs Tordera
- Consorci de promoció enoturística del territori DO Alella
- Consorci Localret
- Consorci Parc de la Serralada de Marina
- Consorci per a la Gestió de Residus del Vallès Oriental
- Mancomunitat de Municipis Galzeran
- Mancomunitat per a l'Abastament d'Aigua Procedent del Riu Ter

### Administració territorial[12]
Sant Fost està format per cinc urbanitzacions: Can Boc, la Conreria, Mas Corts, Mas Llombard i Sant Fost Residencial.
El municipi té les següents correspondències amb nivells territorials sectorials:
- Divisió territorial judicial: Mollet del Vallès
- Divisió territorial educativa: Maresme-Vallès Oriental
- Regió sanitària: Centre
- Àrea policial: Mollet del Vallès
- Marca turística: Costa Barcelona
- Divisió territorial de la Inspecció de Treball: Barcelona
- Divisió territorial de medi ambient: Barcelona
- Oficina comarcal: Vallès Oriental

I les correspondències amb nivells territorials superiors són les següents:
- Comarca: Vallès Oriental
- Àmbit territorial de planificació: Metropolità
- Província: Barcelona
- Comunitat Autònoma: Catalunya

## Política

### Eleccions al Parlament de Catalunya del 2012
| Candidatura | Candidatura   | Cap de llista          | Vots  | Regidors | % vots |
| ----------- | ------------- | ---------------------- | ----- | -------- | ------ |
|             | CiU           | Artur Mas              | 1.244 |          | 28,5   |
|             | PPC           | Alicia Sánchez-Camacho | 633   |          | 14,5   |
|             | PSC           | Pere Navarro           | 522   |          | 11,96  |
|             | ERC           | Oriol Junqueras        | 518   |          | 11,86  |
|             | ICV-EUiA      | Joan Herrera           | 517   |          | 11,84  |
|             | C's           | Albert Rivera          | 387   |          | 8,86   |
|             | CUP           | David Fernández        | 81    |          | 1,85   |
|             | Vots en blanc |                        | 62    |          | 1,41   |
|             | Altres        |                        | 400   |          | 11,02  |
| Total       | Total         | 4.396                  | 4.396 |          | 65,91  |

### Eleccions Municipals 2019
| Candidatura | Candidatura             | Cap de llista          | Vots | Regidors | % vots |
| ----------- | ----------------------- | ---------------------- | ---- | -------- | ------ |
|             | IUSF                    | Montserrat Sanmartí    | 1897 | 6        | 43,23  |
|             | ERC-JxSF                | Carles Miquel i Ruzafa | 1465 | 5        | 33,39  |
|             | PSC                     | María José Sánchez     | 380  | 1        | 8,66   |
|             | Sant Fost en Comú Podem | Alberto Bastida Marfil | 324  | 1        | 7,38   |

### Òrgans de govern local

#### Ple Municipal o Consistori[15]
El Consistori és la branca representativa del municipi i es reuneix amb una periodicitat bimensual a la Sala d'Actes de la Casa de la Vila. Està format per tretze regidors, essent la majoria absoluta set regidors. Arran dels resultats de les eleccions municipals de 2019 IUSF va negociar amb el PSC per formar govern i per altra banda banda ERC-JxSF ho va fer amb SFECP i els socialistes per aconseguir una alternativa. El 13 de juny l'assemblea del PSC de Sant Fost va decidir formar govern amb Independents, però no obstant, el 15 de juny de 2019, al Ple de Constitució de la corporació local la única regidora electa per la llista del PSC, María José Sánchez, va anunciar que passava a ser regidora no adscrita i va quedar proclamada alcaldessa del municipi amb el suport d'ERC-JxSF i SFECP. El setembre de 2019 Sánchez Ortega deixava el càrrec i passava a ser escollit alcalde el regidor Carles Miquel d'ERC-JxSF, que mantindria el càrrec fins al 30 de març de 2021, arran d'una moció de censura d'IUSF i SFECP.

#### Junta de Govern Local[21]
La Junta és un òrgan que es reuneix cada setmana normalment i està compost per l'Alcalde, del qual és el president, els dos Tinents d'Alcalde i dos vocals, regidors de l'equip de govern. Les competències que li han sigut atorgades són en general aquelles operacions de caràcter més econòmic i urbanístic i d'assistència a l'Alcaldia.

#### Comissions Informatives[22]
Les Comissions Informatives són òrgans no oberts al públic que són creats per “examinar i dictaminar de forma prescriptiva” aquells assumptes que posteriorment s'hauran de decidir al Ple Municipal. Aquestes Comissions estan dividides per àmbits, essent una d'elles la Comissió Informativa d'Hisenda. Estan compostes per l'Alcalde com a president i un representant de cada grup municipal del Ple.

### Instruments de participació ciutadana[23]
Segons els articles 73-75 del Reglament Orgànic Municipal de Sant Fost es poden crear Consells Municipals perquè la ciutadania participi i col·labori en la presa de decisions d'algunes regidories però sempre a instància del Govern local i de manera merament consultiva.
A més es contempla als articles 76 a 78 que les entitats ciutadanes seran mecanisme de participació en la vida política del municipi, a més de tenir dret a rebre ajuts econòmics i a participar en els diferents òrgans de participació. A Sant Fost hi ha a data d'avui hi ha 52 entitats i associacions al municipi amb més o menys poder i diferents subvencions.
Una altra manera de participar en la vida política del municipi és a través del Ple. Les entitats veïnals poden fer intervencions comunicant-ho amb anterioritat a l'Alcalde i els ciutadans individuals poden intervenir acabada la sessió a l'apartat de “precs i preguntes”.
Finalment, el ROM contempla la possibilitat d'una consulta popular a excepció de temes financers. Per iniciar el procés cal la petició de dos grups municipals amb majoria absoluta al Ple o un 20% de signatures del total d'habitants empadronats sense que la majoria del Ple hi voti en contra.